# Джордан, Эдвард (пират)
Эдвард Джордан (англ. Edward Jordan; 1771, Карлоу, Ирландия — 23 ноября 1809, Галифакс, Британская империя) — ирландский пират, действовавший в Новой Шотландии, один из самых жестоких пиратов начала девятнадцатого века.

## Биография
Эдвард Джордан родился в фермерской семье в 1771 году в Карлоу, Ирландия.
В возрасте 16 лет унаследовал ферму после смерти отца. Подрабатывал организатором Объединённой ассоциации ирландцев. Также стал заместителем получателя арендной платы у местного домовладельца.
Был арестован за участие в ирландском восстании 1798 года. По некоторым сведениям он сбежал спустя 8 дней заключения, после побега ферма Джордана была сожжена вместе с его матерью, после чего Джордан присоединился к повстанцам в Нью-Россе. По другим же источникам, Джордан был информатором у британских властей, и в связи с этим получил королевское помилование.
Вскоре Эдвард женился на Маргарет Крок, и пара некоторое время жила в Уэксфорде, прежде чем отправиться изначально в Нью-Йорк, потом в Монреаль и после в Новую Шотландию, где Джордан начал заниматься рыболовством. За время женитьбы Маргарет родила Джордану четверых детей — трёх дочерей и сына.
Для улучшения продовольственного состояния семьи Джордан построил свою собственную шхуну которую назвал в честь своих дочерей «Три Дочери». Но за время постройки судна Джордан накопил множество долгов, что вынудило его заложить шхуну компании J&J Tremaine Merchants, с которой он вёл дела в Галифаксе.

## Становление пиратом
В скором времени Джордана арестовали за неуплату долгов. «Тремайн Марчантс» поставили ему ультиматум — либо Джордан выплатит все долги, либо же компания конфискует «Трёх Дочерей».
13 сентября 1809 года Джон Стейрс с командой были наняты, чтобы захватить шхуну Джордана. Джордан согласился отдать им шхуну, если они дадут им в последний раз отплыть на ней из Гаспы в Галифакс, после чего они переедут в другое место в поисках лучшей жизни. Стейрс принял предложение.

### Нападение на команду Стейрса

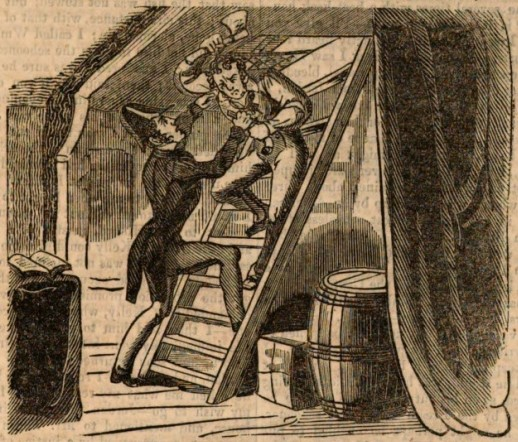
Нападение на Стейрса

Джордан предварительно сговорился с одним членом команды Стейрса — ирландцем Джоном Келли. В день отплытия Стейрс с Томом Хитом и Беном Мэтьюзом ходили по палубе, не предвещая беды. Тем временем в трюме Джордан, его жена и Келли вооружились пистолетами из капитанского сундука. Первый выстрел был сделан из мушкета Джордана, с целью убить Стейрса выстрелом в лицо, но пуля прошла сквозь щёку Стейрса, убив Тома Хита на месте. После этого Келли занял штурвал корабля. Тем временем Джордан убил другого члена команды, Бена Мэтьюза. Тем временем жена Джордана атаковала Стейрса багром. Раненый Стейрс принял единственное спасительное решение на тот момент, и прыгнул в ледяные воды Новой Шотландии.
Думая что Стейрс мёртв, Джордан отдал команду плыть на Ньюфаундленд, чтобы потом через Атлантику вернуться в Ирландию. Еле живого Стейрса подобрала проплывающая мимо лодка. После того как Стейрс рассказал о происшествии, Губернатор Новой Шотландии назначил награду в размере 100 фунтов за поимку беглецов. Вскоре в обществе пиратов появился раздор. Джордан подозревал жену в изменах с Келли. Однажды после запоя Эдвард с Келли подрались. Спустя несколько недель Келли арестовали, но помиловали, и о нём больше никто ничего не слышал. Тем временем Джордан собрал команду моряков, вместе с товарищем ирландцем Патриком Пауэром, который должен был управлять судном по ходу путешествия. В день отплытия шхуна королевского флота HMS Cuttle плыла вслед за «Тремя Дочерями» по пятам.
В совсем скором времени флот догнал шхуну Джордана, высадился на судно и арестовал его. Во время ареста Джордана умолял офицера отпустить его ради будущего его детей.

## Казнь

Череп Эдварда Джордана

Местные жители заклеймили Джордана пиратом, а в местных газетах писали о нём как о человеке с «лицом без морщин, черными как смоль волосами, темно-карими глазами и крепкими белыми зубами».
Джордан предстал перед судом, но единственным его оправданием было то, что он защищал собственное судно. Жена Эдварда Маргарет тоже предстала перед судом, но, по её утверждениям, Джордан принуждал её к преступлениям, и она годами терпела жестокое обращение от мужа. Несмотря на активные возмущения Джордана, судьи пришли к выводу, что слова Маргарет правдивы. Под предлогом «страха перед мужем», Маргарет Джордан была освобождена из зала суда. Местные жители помогли собрать деньги на возвращение Маргарет вместе с детьми обратно в Ирландию.
Эдварда Джордана же приговорили к смертной казни через повешение. Казнь прошла на виселице возле пляжа Фрешуотер-Бридж в Галифаксе. Почти три десятилетия тело Джордана в железной клетке висело на пляже Блэк-Рок в Пойнт-Плезант. В 1844 году череп Джордана был передан музею Новой Шотландии, где находится и по сей день.